# Mikayla Harvey
Mikayla Harvey (7 september 1998) is een Nieuw-Zeelands wielrenster. Ze rijdt vanaf 2025 bij Team SD Worx-Protime.

## Carrière
In 2016 won Harvey de tijdrit tijdens het kampioenschap van Oceanië voor junioren, een titel die ze in 2018 ook won bij de beloften. In 2017 en 2018 reed Harvey voor Team Illuminate waarna ze de overstap maakte naar Bigla Pro Cycling. In 2019 won ze een etappe in de Ronde van Bretagne. Tijdens de Ronde van Italië van 2020 werd ze vijfde in het eindklassement.
In 2021 en 2022 reed ze voor Canyon-SRAM. In augustus 2022 werd Harvey tijdens de Gemenebestspelen 2022 in Birmingham 20e in de tijdrit en 30e in de wegwedstrijd.

## Palmares

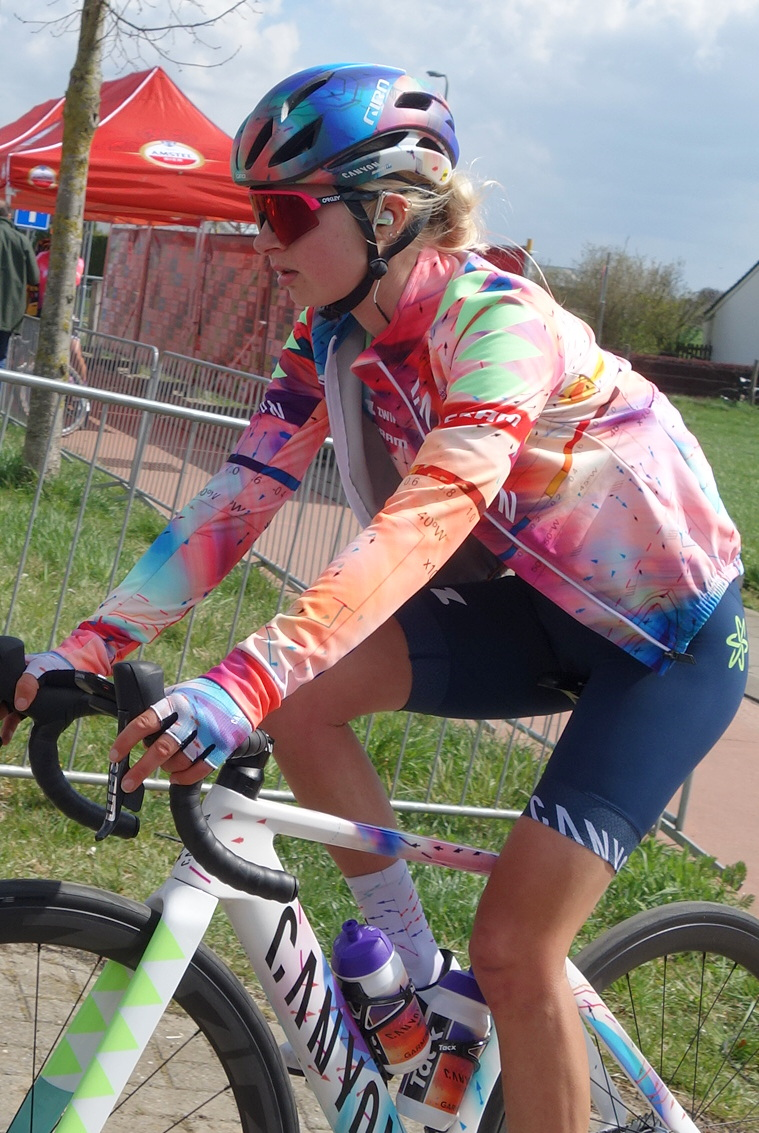
Harvey na de Amstel Gold Race 2022.

2015
 Nieuw-Zeelands kampioenschap tijdrijden, junioren
2016
 Oceanisch kampioenschap tijdrijden, junioren
 Oceanisch kampioenschap op de weg, junioren
2017
 Nieuw-Zeelands kampioenschap tijdrijden, beloften
 Oceanisch kampioenschap tijdrijden, beloften
2018
 Oceanisch kampioenschap tijdrijden, beloften
 Oceanisch kampioenschap op de weg, elite
2019
3e etappe Ronde van Bretagne
2020
Jongerenklassement Ronde van Italië voor vrouwen
2021
Jongerenklassement Ronde van Zwitserland

### Uitslagen in voornaamste wedstrijden
| Jaar | Ronde van Italië | Ronde van Frankrijk | Ronde van Spanje |
| ---- | ---------------- | ------------------- | ---------------- |
| 2018 |                  |                     |                  |
| 2019 | 32e              |                     |                  |
| 2020 | 5e               |                     |                  |
| 2021 | 27e              |                     | 33e              |
| 2022 | 20e              |                     | 82e              |
| 2023 | 68e              |                     | 48e              |
| 2024 |                  | 82e                 | 49e              |
| 2025 | 33e              |                     | 42e              |

| Jaar | Gent-Wevelgem | Ronde van Vlaanderen | Amstel Gold Race | Luik-Bast.‑Luik | Strade Bianche | Waalse Pijl | Classic Lorient Agglomération |  | WK op de weg |
| ---- | ------------- | -------------------- | ---------------- | --------------- | -------------- | ----------- | ----------------------------- |  | ------------ |
| 2018 |               |                      |                  |                 |                |             |                               |  | opgave       |
| 2019 | opgave        | opgave               | opgave           | 26e             | buit.tijd      | 74e         | 23e                           |  | opgave       |
| 2020 | 56e           |                      |                  | 21e             | 12e            | 7e          | 13e                           |  | 22e          |
| 2021 |               |                      | 47e              |                 | 22e            | 25e         | 31e                           |  |              |
| 2022 | opgave        |                      | 51e              | 50e             |                | opgave      |                               |  | opgave       |
| 2023 |               |                      |                  | opgave          | 59e            | 35e         |                               |  |              |
| 2024 |               |                      | 80e              | 79e             | opgave         | 59e         |                               |  |              |
| 2025 |               |                      | 51e              |                 |                |             |                               |  |              |

## Ploegen
- 2017 —  Team Illuminate
- 2018 —  Team Illuminate
- 2019 —  Bigla Pro Cycling
- 2020 —  Bigla-Katjoesja (tot 30 juni)
- 2020 —  Paule Ka (vanaf 1 juli)
- 2021 —  Canyon-SRAM
- 2022 —  Canyon-SRAM
- 2023 —  UAE Team ADQ
- 2024 —  UAE Team ADQ
- 2025 –  Team SD Worx-Protime

Alzini · Banks · Chabbey · Harvey · Leth · Norsgaard · Nosková · Sperotto · Thomas · Uttrup Ludwig · Wright
Alzini · Banks · Chabbey · Fisher-Black · Harvey · Koppenburg · Norsgaard · Nosková · Reusser · Sperotto · Stirnemann · Thomas · Wright
Amialiusik · A. Barnes · H. Barnes · Bradbury · Chabbey · Cromwell · Dygert · Harris · Harvey · Klein · Ludwig · Niewiadoma · Ryan · Shapira
Amialiusik · Barnes · Bossuyt · Bradbury · Chabbey · Cromwell · Dygert · Harris · Harvey · Klein · Niewiadoma · Oudeman · Paladin · Rooijakkers · Roy
al Sayegh · Amialiusik · Baril · Bastianelli (tot 10/7) · Bertizzolo · Bujak · Consonni · Gasparrini · Harvey · Holden · Ivanchenko · Kumięga · Magnaldi · Persico · Tomasi · Trevisi
al Sayegh · Amialiusik · Bertizzolo · Bujak · Carbonari · Consonni · Gasparrini · Gillespie (vanaf 9/6) · Harvey · Holden · Ivanchenko · Kumięga · Magnaldi · Neumanová · Persico · Swinkels · Włodarczyk
van Belle (vanaf 29/4) · Bredewold · van der Breggen · van den Broek-Blaak (tot 11/2) · Cecchini · Gerritse · Guarischi · Häberlin · Harvey · J. Kopecký · L. Kopecky  · Lach · Markus · Schneider · Schreiber · Schreurs · Vas · Wiebes 